# Kazuo Sakamaki
Kazuo Sakamaki (em japonês:  酒巻和男 Sakamaki Kazuo) — (Awa, 8 de novembro de 1918 – Toyota, 29 de novembro de 1999) foi um suboficial da marinha imperial japonesa, tendo sido reformado com a patente de shōi 少尉 (japonês: tenente). Foi um dos dez membros das tripulações dos mini-submarinos durante o ataque a Pearl Harbor em 7 de dezembro de 1941 e o único sobrevivente, tornando-se o primeiro prisioneiro de guerra dos Estados Unidos na Segunda Guerra Mundial.

## Biografia
Sakamaki nasceu no que agora faz parte da cidade de Awa, na província de Tokushima, tendo outros sete irmãos. Ele se formou na 68.ª turma da Academia Naval Imperial Japonesa em 1940.

### Ataque a Pearl Harbor
Sakamaki foi um dos dez marinheiros (cinco oficiais e cinco suboficiais) selecionados para atacar Pearl Harbor em mini-submarinos da classe Ko-hyoteki de dois homens em 7 de dezembro de 1941. Dos dez, nove foram mortos (incluindo o outro tripulante em seu submarino, Kiyoshi Inagaki).
O girocompasso do alferes Sakamaki estava com defeito o que fez com o submarino navegar em círculos na profundidade do periscópio até encalhar em um recife, onde o destróier da Marinha dos EUA USS Helm o localizou e abriu fogo.
Os artilheiros do destróier erraram, mas as explosões libertaram o submarino do recife e Sakamaki foi capaz de submergir. Quando ele não conseguiu consertar o girocompasso, ordenou que o suboficial Kiyoshi Inagaki  nadasse em terra, enquanto ele providenciava as cargas de demolição para destruir o submarino. Após os preparativos, também abandonou o navio. Inagaki se afogou tentando nadar em terra. Sakamaki conseguiu, mas desmaiou de exaustão. O cabo David Akui o encontrou na praia. [5] As cargas explosivas de Sakamaki não explodiram e seu submarino também chegou à costa. Foi recuperado e agora está no Museu Almirante Nimitz em Fredericksburg, Texas.
Sakamaki se tornou o primeiro prisioneiro de guerra japonês em cativeiro nos EUA durante a Segunda Guerra Mundial e foi atingido pelos registros japoneses e oficialmente deixou de existir. Seu submarino foi capturado intacto e posteriormente levado em turnês pelos Estados Unidos como forma de incentivar a compra de títulos de guerra.
Depois de ser levado para a Ilha Sand, Sakamaki solicitou que ele se matasse, o que foi negado. Sakamaki passou o resto da guerra em campos de prisioneiros de guerra nos Estados Unidos continentais. No final da guerra, ele foi repatriado para o Japão, quando se tornou profundamente comprometido com o pacifismo.

### Vida após a guerra
Trabalhou como vice-presidente de exportações da companhia Toyota e, em 1969 foi nomeado presidente da filial da empresa no Brasil, e também membro do conselho de administração da Câmara de Comércio e Indústria do Japão.
Retornou ao Japão em 1983, aposentando-se em 1987.
Fora escrever um livro de memórias, Sakamaki se recusou a falar sobre a guerra até 1991, quando participou de uma conferência histórica no Texas. Ele teria chorado na conferência quando se reuniu com seu submarino pela primeira vez em 50 anos.
Kazuo Sakamaki era casado e tinha dois filhos. Faleceu na cidade de Toyota em 29 de novembro de 1999 aos 81 anos.